# Fészek (képregény)

A fészek egy kitalált földönkívüli faj a Marvel Comics képregényeiban. Első megjelenésük az X-Men 155. számában volt 1982 márciusában. A fajt Chris Claremont és Dave Cockrum alkotta meg.

## Biológiai jellemzők
A fészek egyedei kinézetre rovarokra emléknek, de azokkal ellentétben nem csak külső, de belső vázzal is rendelkeznek. A rovaroktól szintén megkülönbözteti őket, hogy rágók helyett tépőfogakkal teli állkapcsuk van. Koponyájuk lapos, háromszög alakú. Homlokukon minden egyedet megkülönböztető mintázat található. Három pár lábbal rendelkeznek, melyből az elülső pár csápokká fejlődött. Hártyás szárnyaik segítségével képesek repülni is.
A fészek parazita módjára szaporodik, tojásait más fajok élő egyedeibe rakja le. Mikor a tojás kikel, a megfertőzött egyed átalakul a fészek egy új egyedévé. Az újszülött fészek egyed a korábbi gazdatest által birtokolt minden képességével rendelkezik, és képes felvenni a gazdatest alakját is. Képes felvenni egy átmeneti alakot is a fészek és a gazdatest alakja között.

## Tények és érdekességek
Claremont bevallása szerint a faj megalkotásakor az 1979-es, „A nyolcadik utas: a Halál” című filmben szereplő idegen xenomorf nagy hatással volt rájuk. Érdekes fordulat azonban, hogy a képregények előbb mutatták be a fészek társadalmat mint azt a film folytatása az, „A bolygó neve: Halál” tette.